# Пасіки-Зубрицькі
Па́сіки-Зу́брицькі — село в Україні, у Давидівській сільській громаді Львівського району Львівської області. Розташоване на південь від Сихівського району Львова та безпосередньо межує з містом. 
Село є центром Пасіки-Зубрицького старостинського округу, до якого входить село Горішній. 

## Історія

### Перші згадки
Перша згадка про село датується XVII століттям.

Відомий польський історик Фридерик Папе у своїй книзі «Історія міста Львова» подає опис села: 
«На схід від Зубри при сихівській дорозі у напрямку до Давидова, у дубових та букових лісах, на викорчуваних полянах розташоване поселення Пасіки. Його мешканці в основному є корінними людьми, але є також численні родини, які врятувалися від варварства татар, сім'ї емігрантів та німецьких, угорських та італійських купців.»

### Польське панування
Перший парох місцевого костелу о. Вейдальт Мелхіор, що виконував цю функцію від 1616 року, описав Пасіки, як село, що тоді належало до парафії села Зубри, як «поселення переповнене вуликами, з яких мед буквально виливається».
Початково мешканці Пасік займалися бджільництвом, оскільки в старих дубових та липових дуплах було достатньо меду та воску; рибальством — в численних водоймах навколо села була велика кількість риби, яка після вилову сушилася та коптилася; полюванням на зубрів та бобрів, що водилися у даній місцевості; збором грибів, ягід, вирубкою лісу, виробництвом деревного вугілля, поташу та дьогтю. Через вирубку лісу швидко зростали території пасовищ та полів для вирощування зернових культур, і це дало значного поштовху до швидкого розвитку сільського господарства та розведення домашньої худоби. Також значну роль відігравала суттєва близькість Львова, а, отже, можливість швидкого продажу сільськогосподарської та іншої продукції, що вироблялася в селі.
Через своє розташування в околицях Львова та ще й при шляхові на Станіславів, Пасіки часто потерпали від ведення воєнних дій військами різних країн. Численні спустошливі набіги татар — союзників Б. Хмельницького 1648 року, військ московитів у 1655 році — під час московсько-польської війни 1654—1667 роках, а також під час облоги Львова турецько-козацькими військами 1672 року та Великої Північної війни 1704 року. У жовтні-листопаді 1648 року в Пасіках знаходився військовий табір Б. Хмельницького та його союзника кримського хана Іслям Ґерая, війська яких тоді тримали Львів у облозі.
У 1646 році Пасіки-Зубрицькі було спустошено.

### Радянська доба, Операція "Вісла"
До вересня 1939 року в селі діяв осередок Спілки польської католицької молоді — організації релігійного, культурно-освітнього та соціально-патріотичного спрямування.
До Другої світової війни майже всі місцеві жителі були поляками. Згодом їх було виселено на терени Польщі, а під час операції “Вісла” в село Пасіки-Зубрицькі поселились українці переселені з Польщі.
У 1979 році на території села проводились археологічні розкопки, під час яких виявлене поселення зубрицької культури.

### Сучасна історія
В 1995 році почала працювати Пасіки-Зубрицька сільська рада в орендованому приміщенні і тільки в 2009 році було збудовано нову сільську раду.
4 листопада 2007 року з нагоди 60-ти річчя примусового виселення українців з Польщі, в селі освятили пам’ятник в пам’ять переселених в 1944-1946 роках.

#### Освіта
З 2017 на площі Незалежності, біля дит'ясел, триває будівництво нової школи середньої освіти, розрахованої на 275 учнів. Загальна вартість проєкту становить 56,4 млн. гривень.

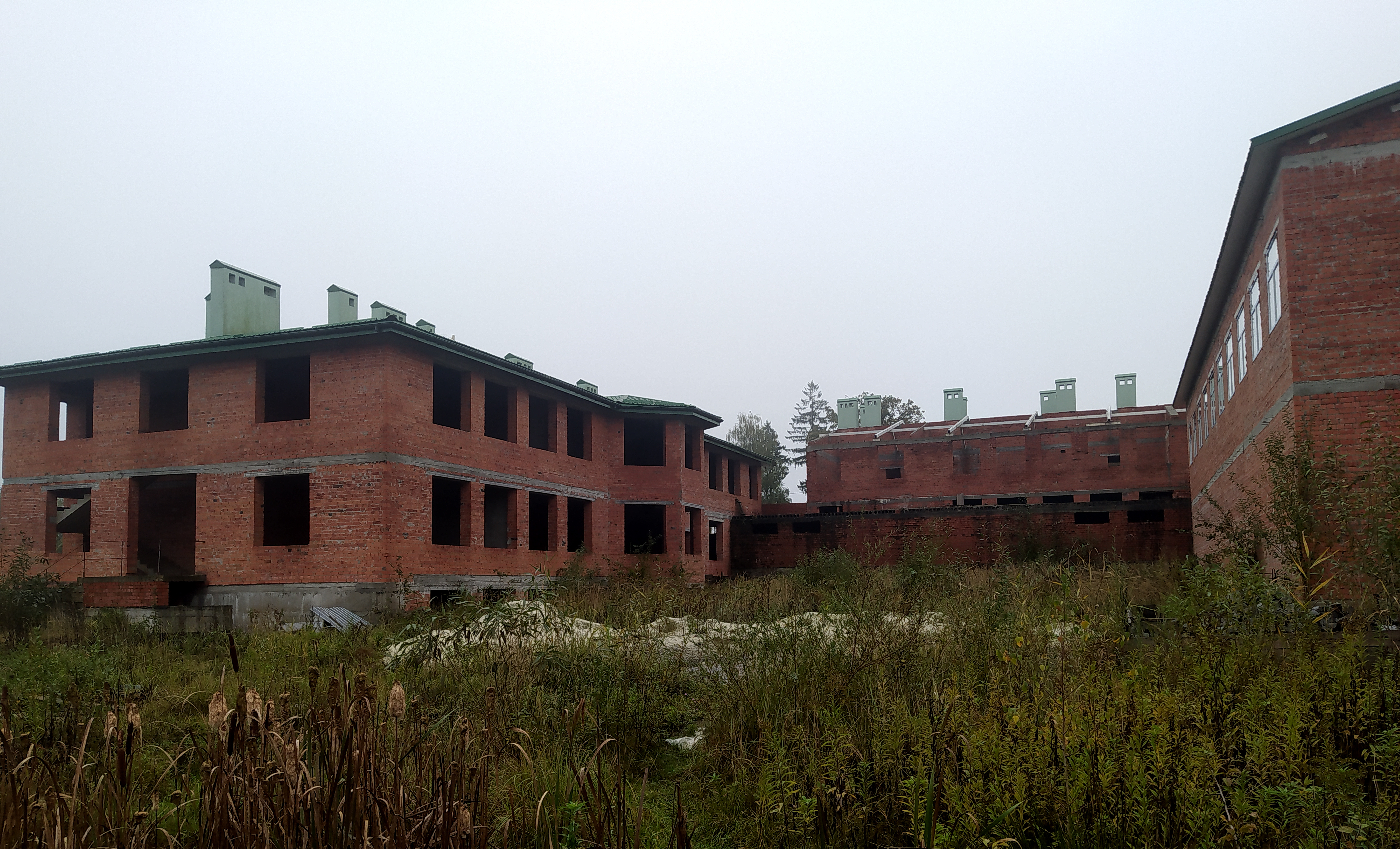
Будівельний майданчик школи в жовтні 2024 року

2 вересня 2018 року у селі Пасіки-Зубрицькі, площа Незалежності 6 відкрили новий заклад дошкільної освіти ЗДО (ясла-садок), розрахований на 75 дітей. Будівництво закладу розпочали ще у 2015 році. Вартість проекту склала понад 18 млн. грн. Фінансування здійснювалося за рахунок коштів місцевого бюджету та субвенції з державного бюджету.
31 серпня 2023 року на пл. Незалежності 4 завершився капітальний ремонт Пасіки-Зубрицької гімназії.

#### Каналізація
2019 році розпочато реалізацію будівництва побутової каналізації. Загальна  вартість проєкту становить 58,6 млн. гривень. Станом на травень 2025 року було прокладено приблизно 8 км каналізаційних мереж, та встановлено дві КНС на вулицях Мазепи та Героїв Крут, відсоток будівельної готовності об’єкта складає 62%. Завершення будівництва планується на кінець 2025 року.

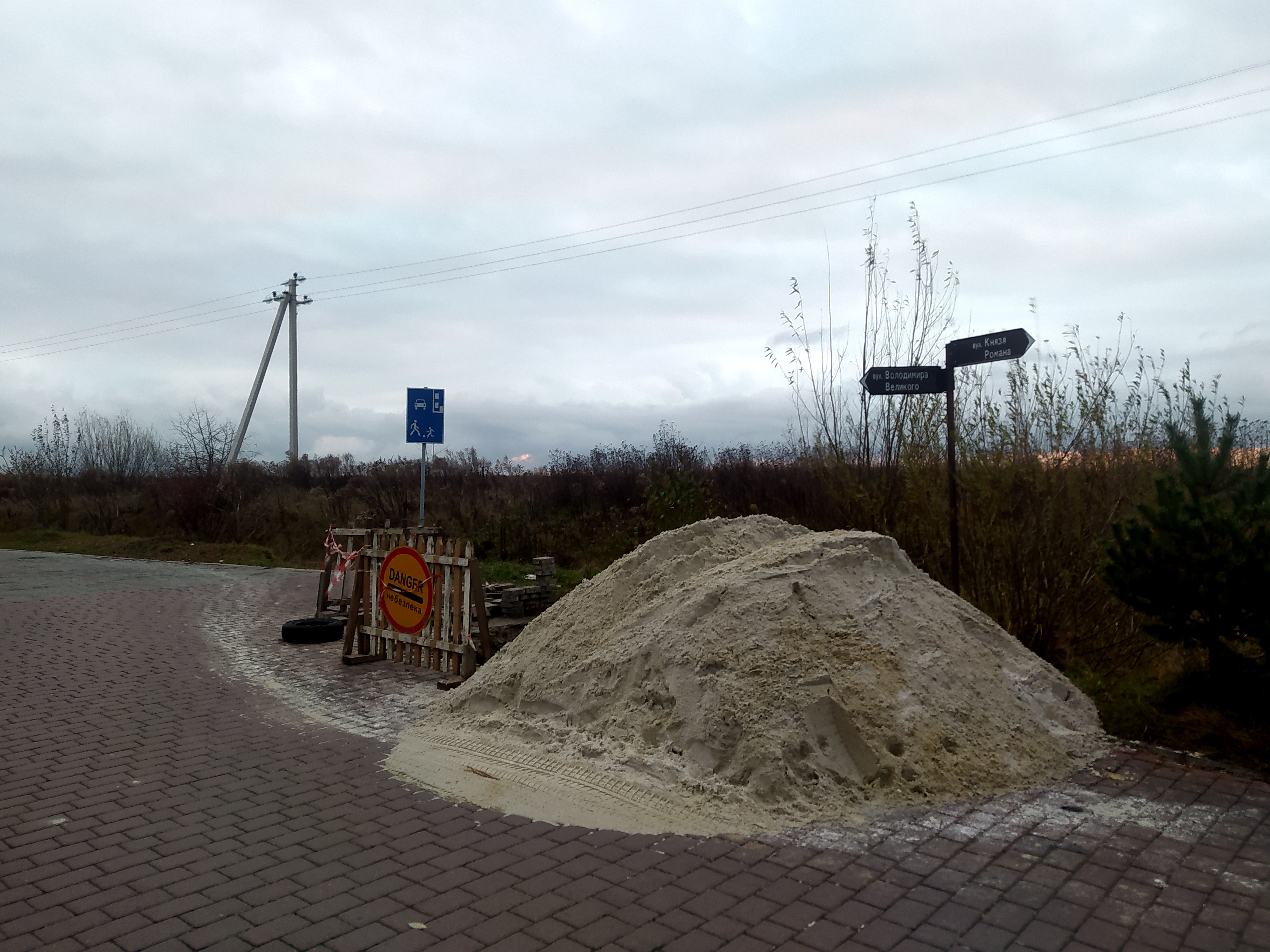
Прокладання каналізації на вулиці Князя Романа 15 листопада 2024
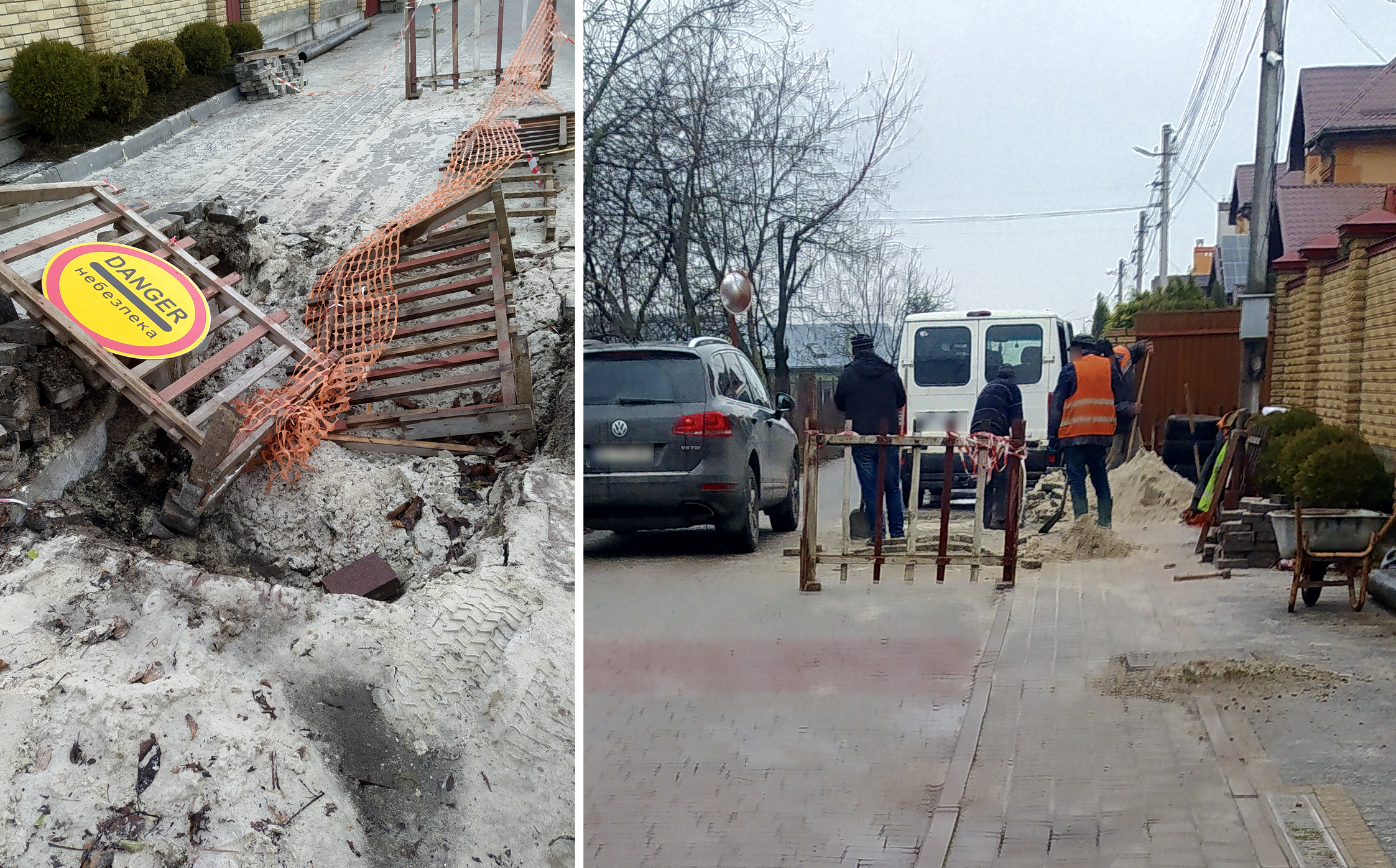
Прокладання каналізації на вулиці Володимира Великого 28-29 листопада 2024

У травні 2025 року, через каналізаційні роботи, було перекрито центральну вулицю Лесі України від площі Незалежності до перехрестя з вулицями Зубрицького й Лемківської.

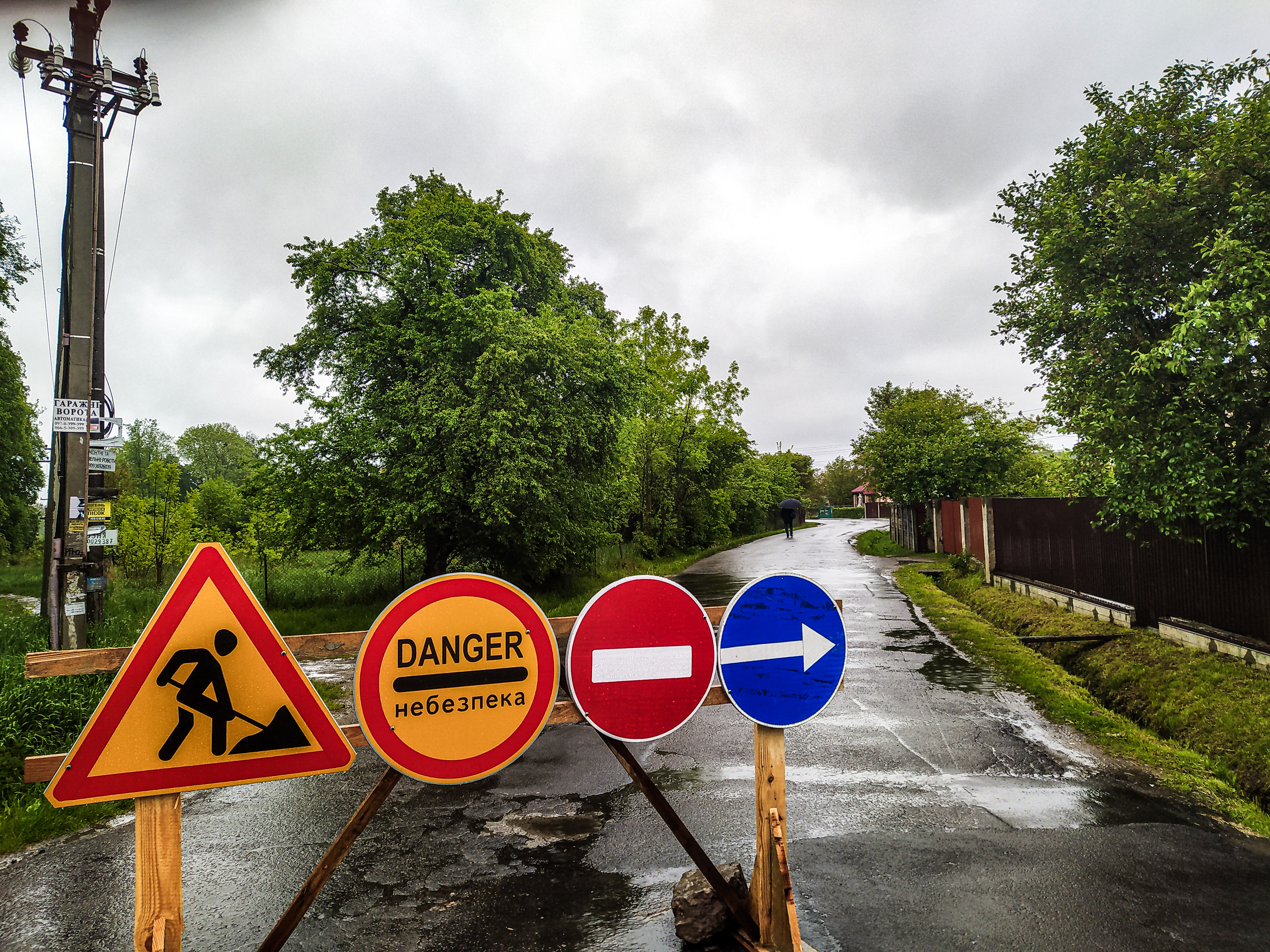
Об'їзд вулиці Лесі Українки з півночі (вулиця Лемківська)
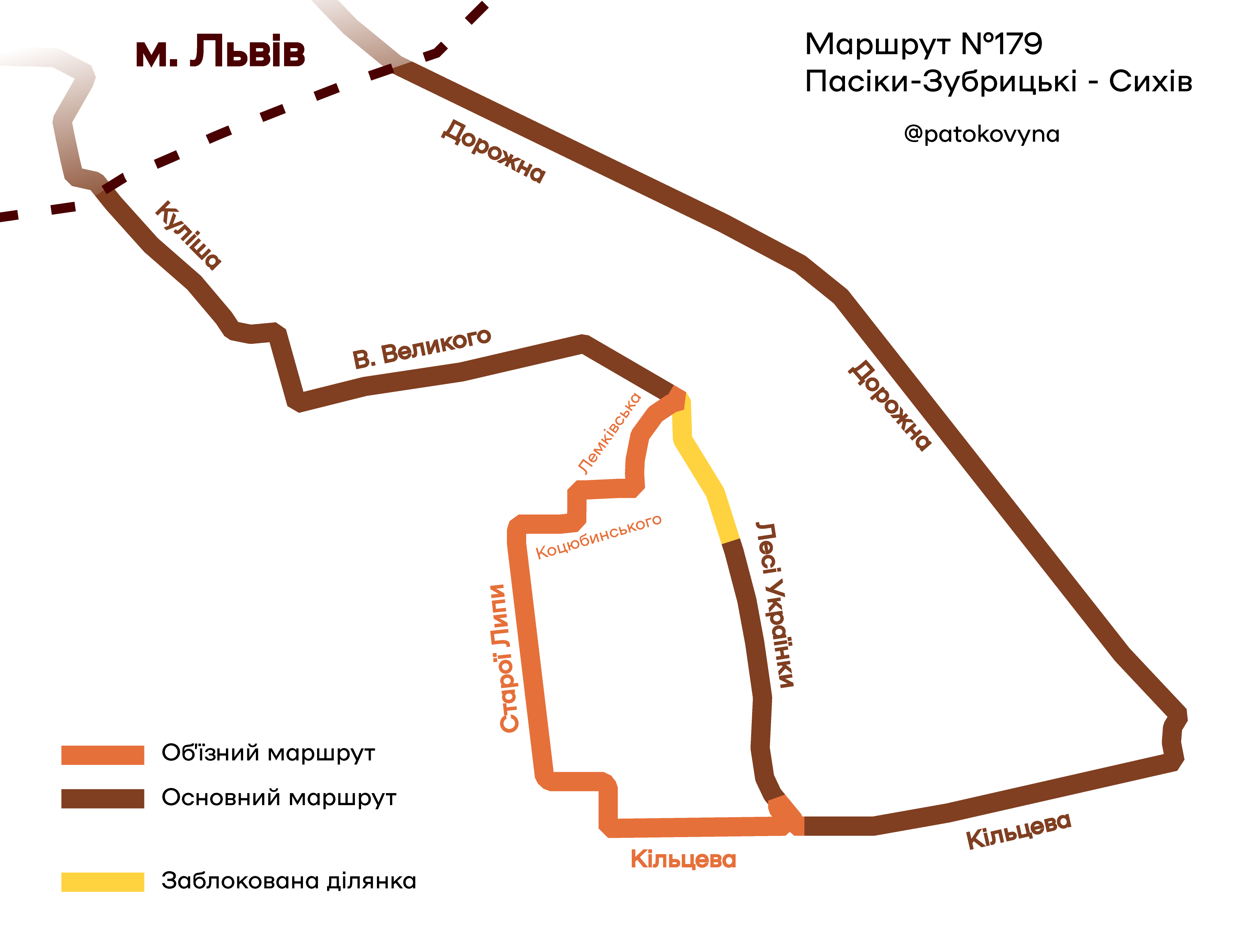
Мапа об'їзду місцевого автобусного маршруту №179
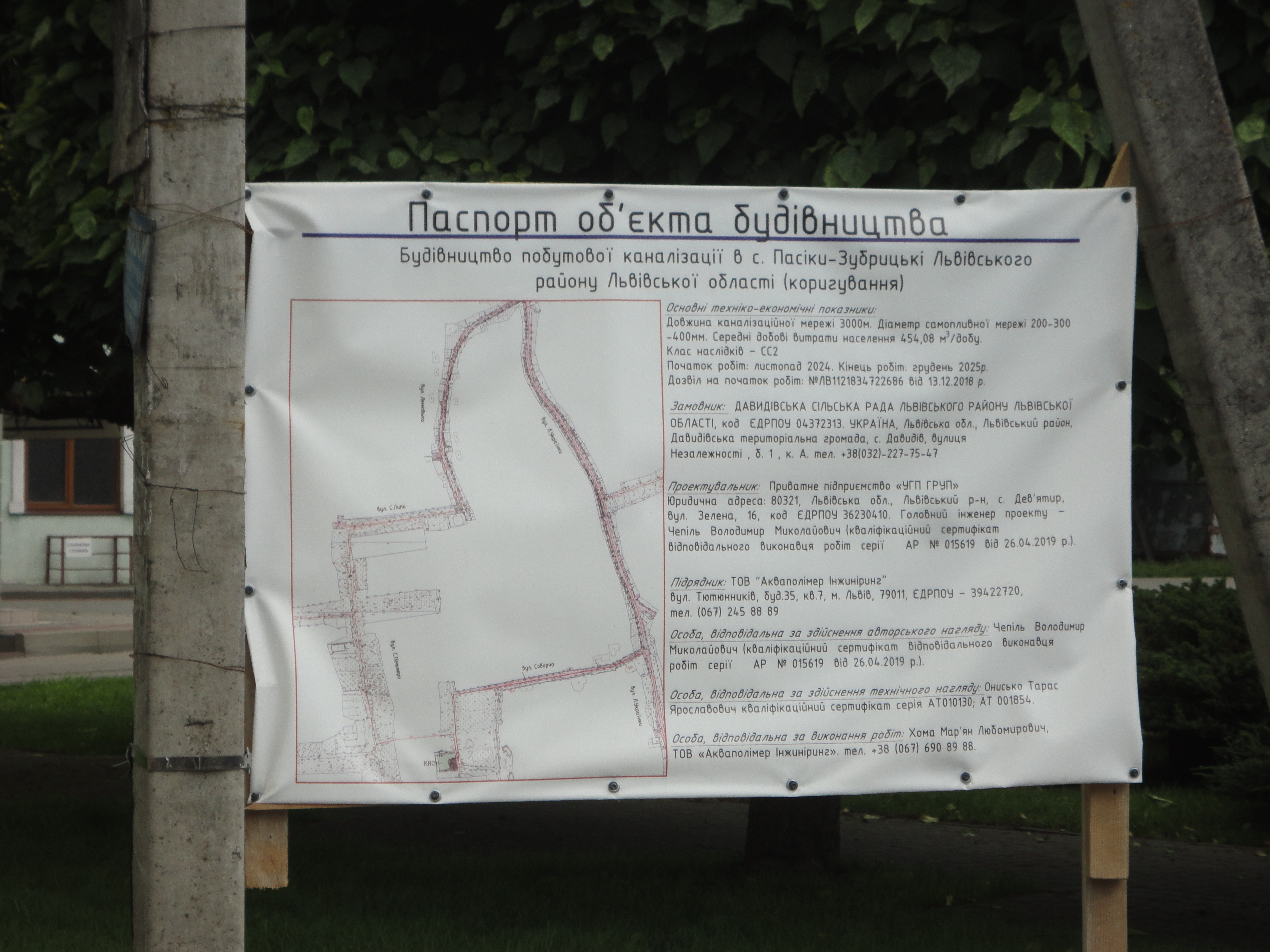
Паспорт об'єкта будівництва побутової каналізації

## Світлини

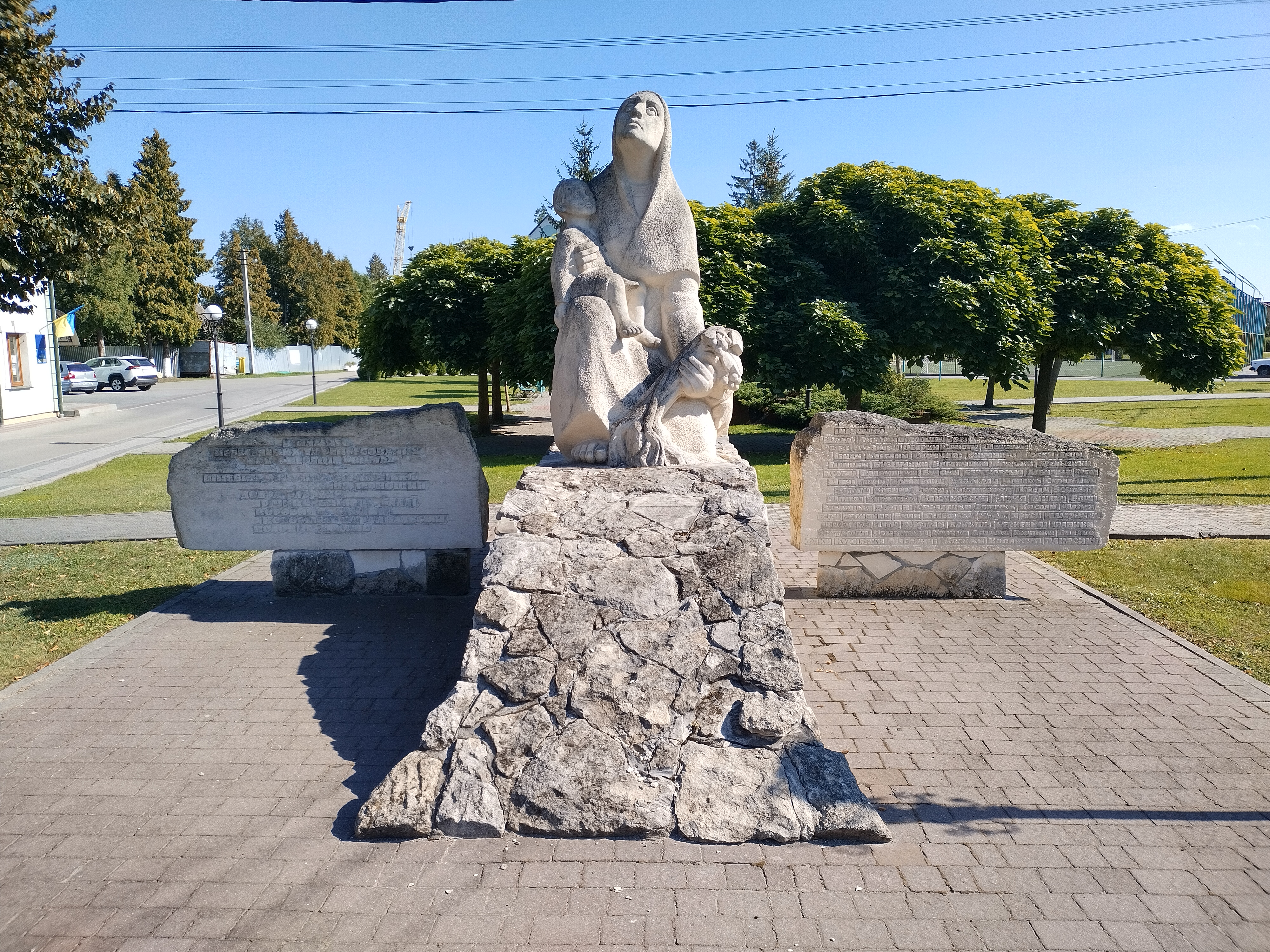
Пам'ятник жертвам репресій при операції "Вісла"
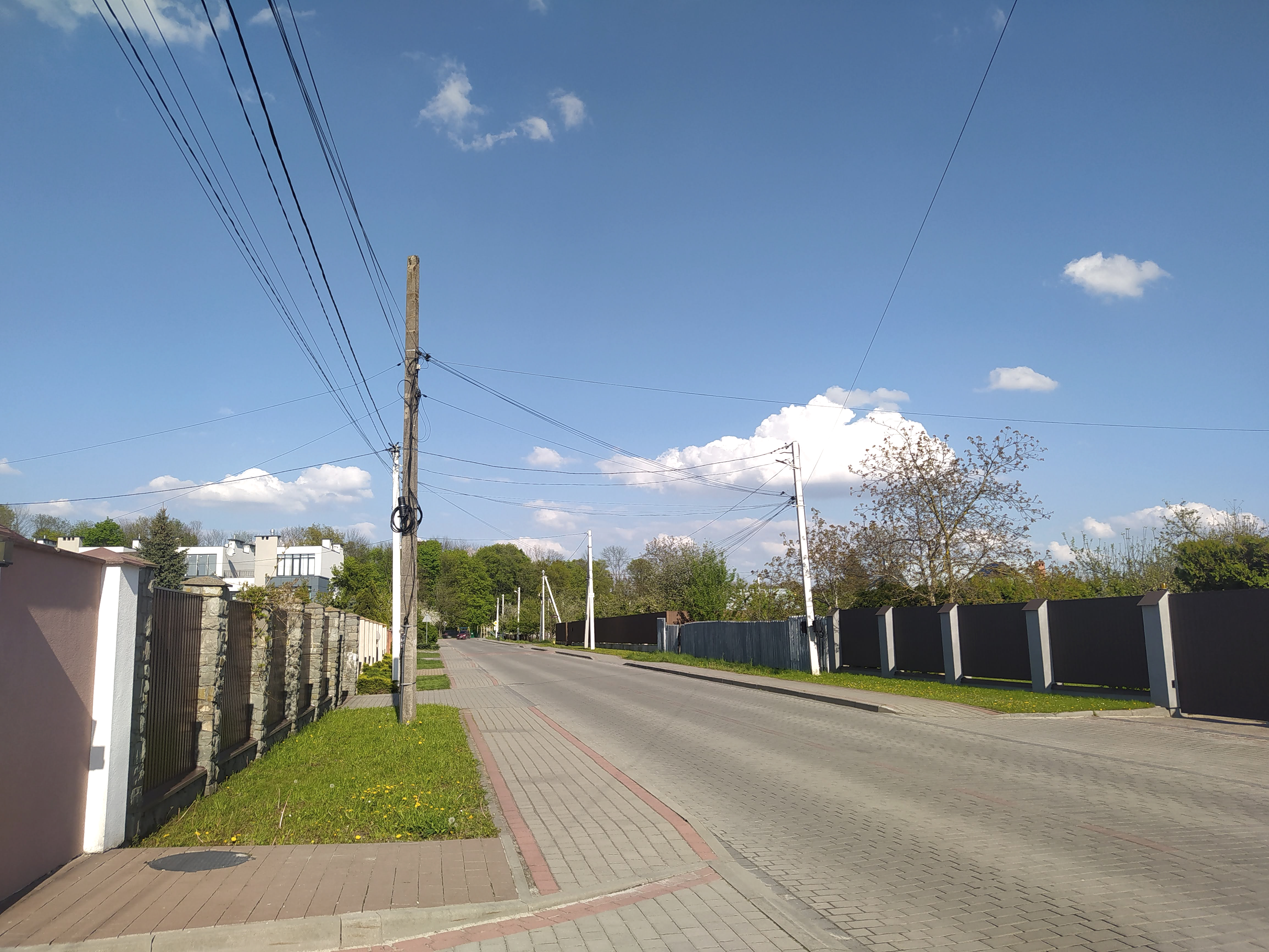
Вид на вулицю Володимира Великого
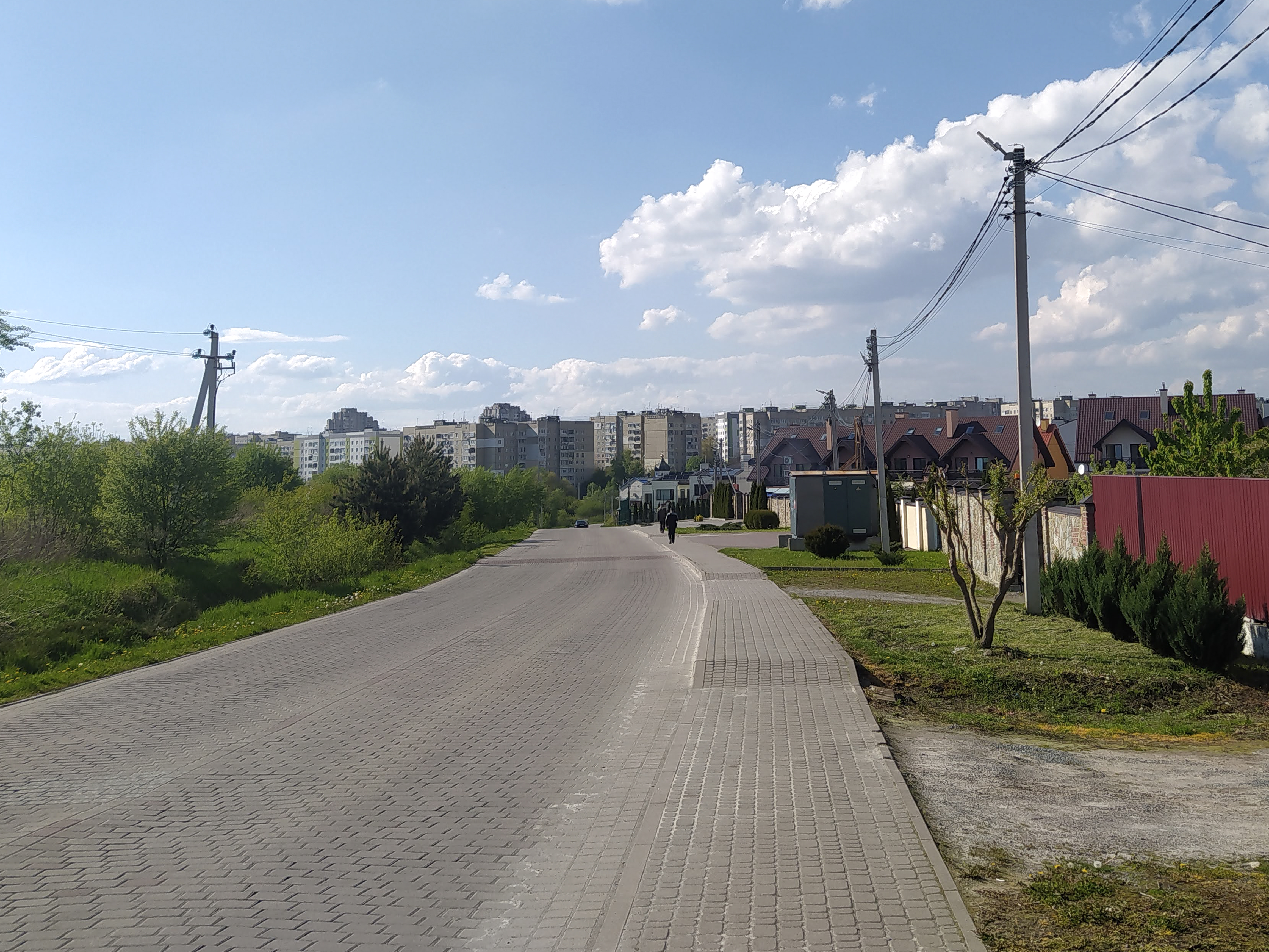
Вид з вулиці Куліша на Львів
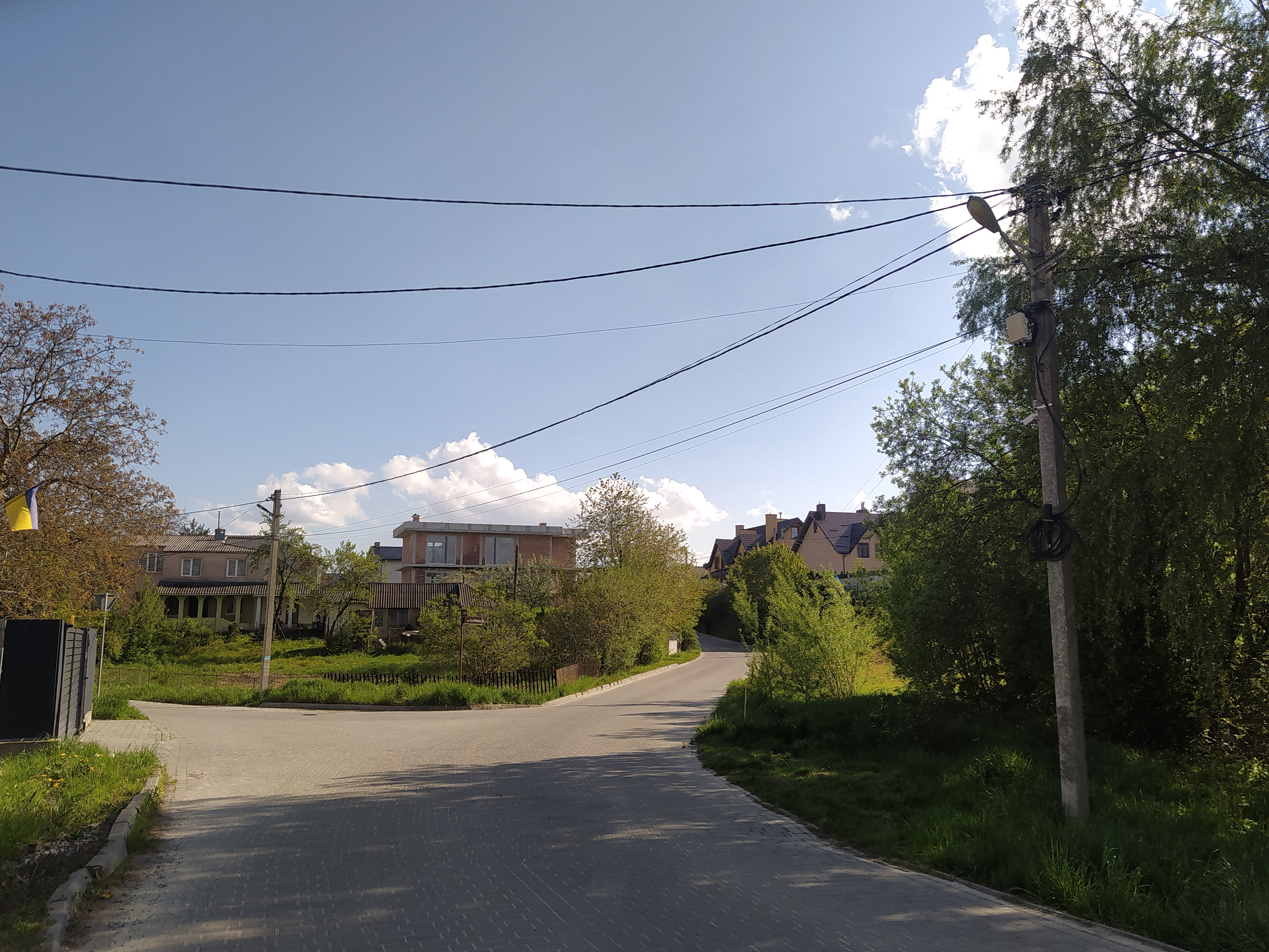
Вид з вулиці Львівської та заїзд на вулицю Князя Романа
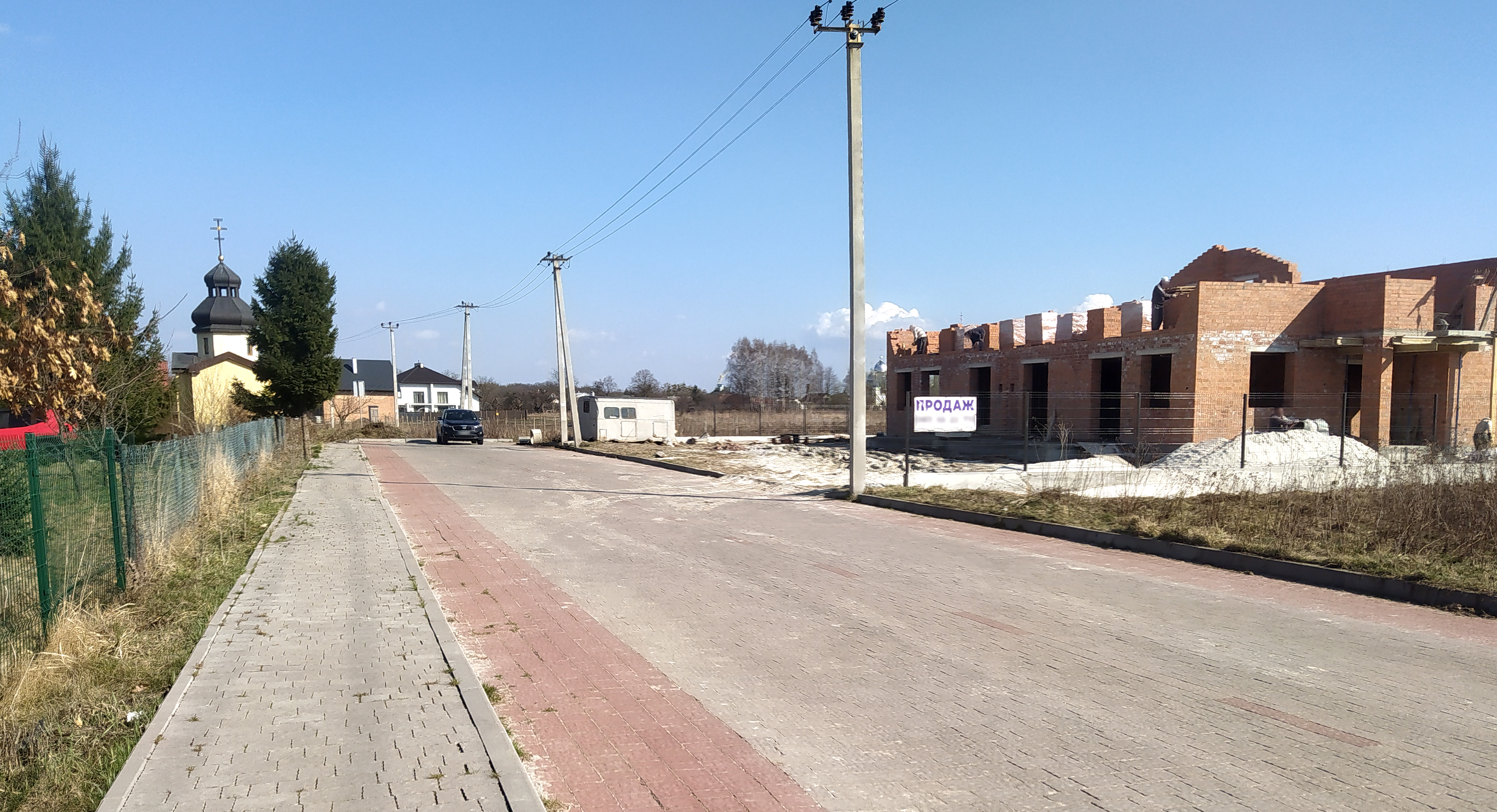
Ріг вулиці Старої Липи й вулиці Коцюбинського

## Населення
Згідно до сайту Давидівської територіальної громади станом на 1 січня 2024 року у населеному пункті мешкало 1992 особи.

### Перепис
За даними всеукраїнського перепису населення 2001 року в селі мешкало 1150 осіб:
| українська | 1 147 | 99,74 |
| російська  | 3     | 0,26  |

## Топоніми

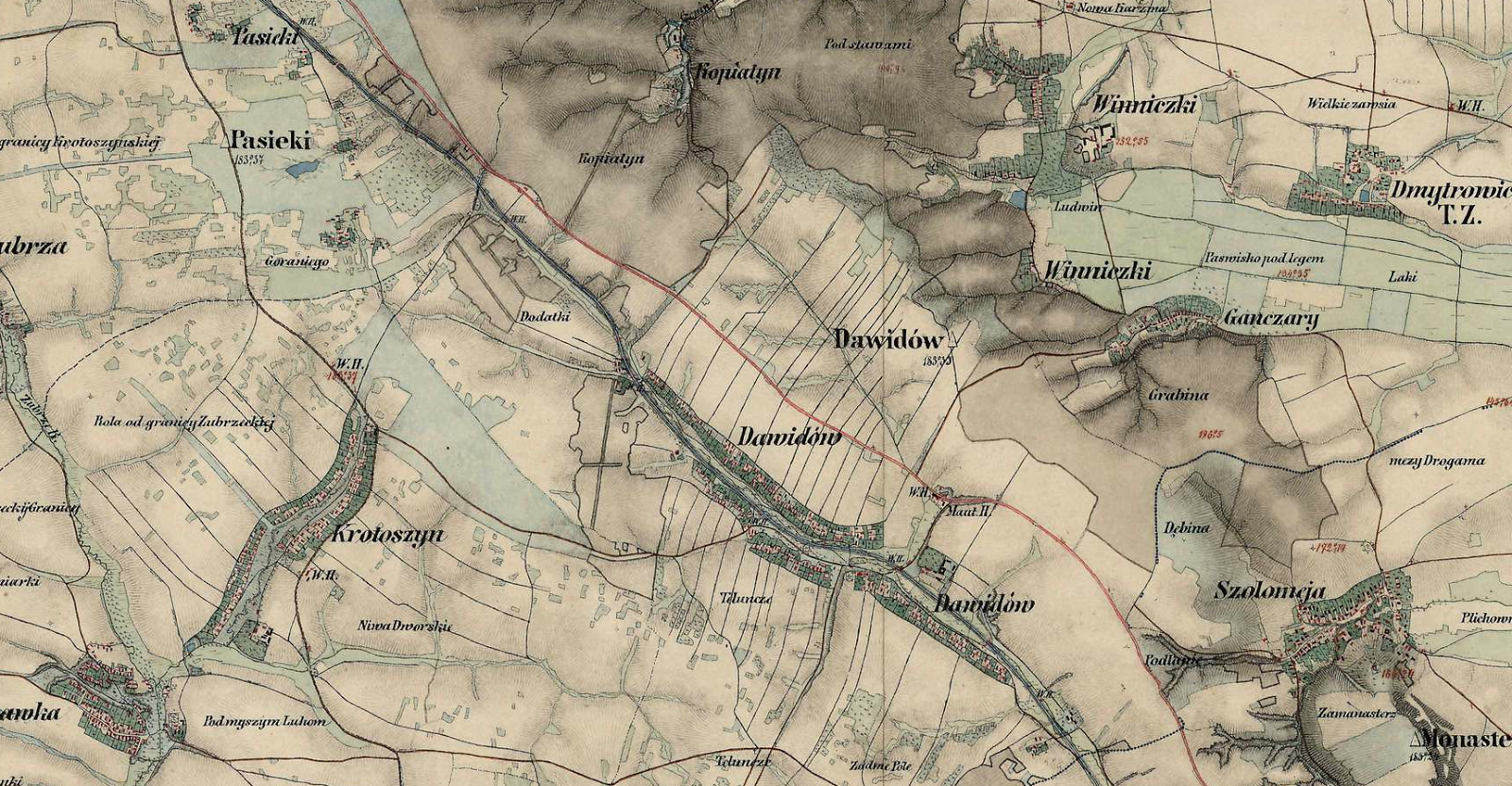
Пасіки-Зубрицькі на австрійській мапі XIX століття

### Урбаноніми
У селі налічується до 50 вулиць, серед них і центральна площа Незалежності, й магістральні вулиці Зелена і Кільцева. Із великих жилих зон можна виділити вулиці Дорожну, Мазепи, Пасічну, Романа Шухевича та Лесі Українки.

Схема вулиць села Пасіки-Зубрицькі та руху маршруту №179 й №31Т по території села (неофіційна, розроблена у рамках проекту patokovyna)

#### Вулиці
- Андрея Шептицького
- Богдана Хмельницького
- Богуна
- Весняна
- Володимира Великого
- Галицька
- Героїв Крут
- Грушевського
- Довбуша
- Дорожна
- Дорошенка
- Захара Беркута
- Зелена
- Зубрицького
- Івана Франка
- Івасюка
- Йосипа Сліпого
- Кармелюка
- Карпенка-Карого
- Квітки Цісик
- Княгині Ольги
- Князя Романа
- Козацька
- Космонавтів
- Коцюбинського
- Куліша
- Кільцева
- Лемківська
- Лесі Українки
- Лисенка
- Літня
- Львівська
- Мазепи
- Незалежності (площа)
- Пасічна
- Промислова
- Полуботка
- Роксолани
- Романа Шухевича
- Сагайдачного
- Симона Петлюри
- Січових Стрільців
- Скрябіна
- Соборна
- Сонячна
- Старої Липи
- Степана Бандери
- Стуса
- Чорновола
- Чумацька
- Шевченка

## Релігія

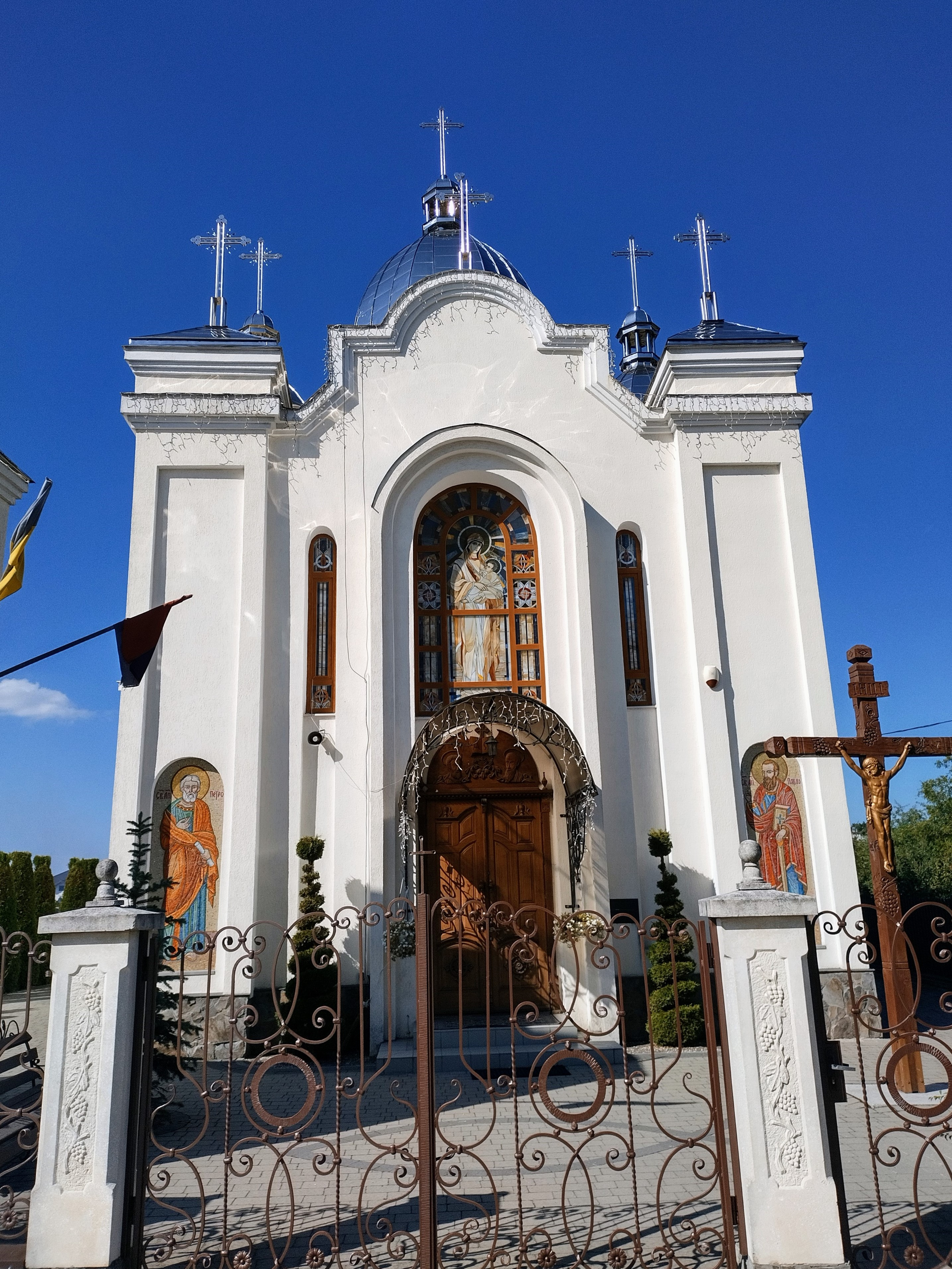
Церква Святих Апостолів Петра і Павла
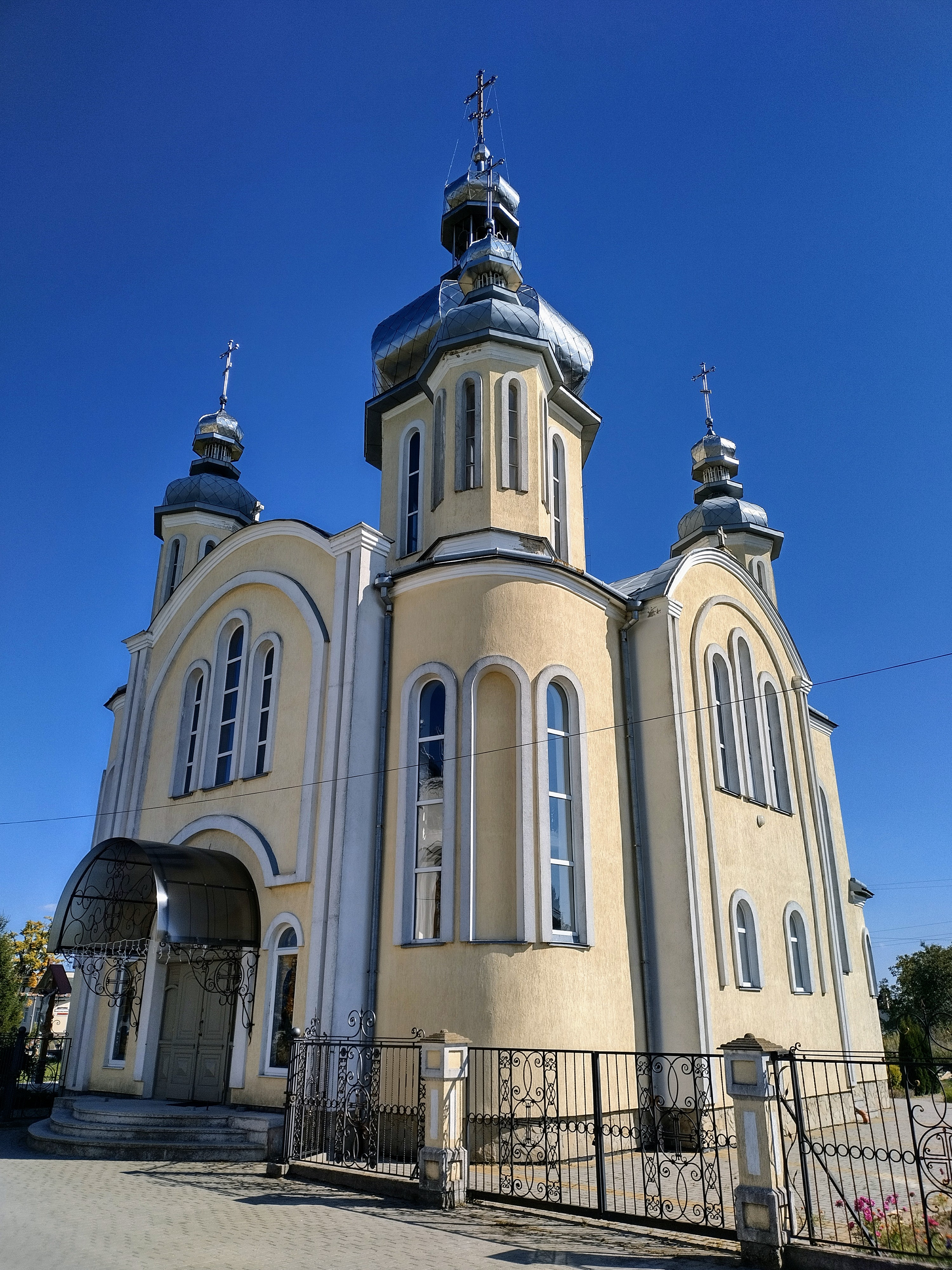
Церква Святих Безсрібників Косьми і Дем‘яна ПЦУ

У 1900 році новим римсько-католицьким архієпископом Львівським став о. Юзеф Більчевський, котрий вважав, що його головним завданням буде збільшення кількості парафій та будівництво нових римо-католицьких храмів. Він поставив таке завдання духовенству не лише у Львові, але й у всій Архиєпархії. 19 травня 1902 року помер парох Зубри о. Міхал Плохоцький, а 23 березня 1903 року на цю посаду призначено о. Миколая Коханьського, котрий став п'ятнадцятим за ліком парохом парафії Зубра та виконував свої обов'язки до 10 липня 1919 року. Упродовж 1910-1911 років у підміському селі Сихові споруджено каплицю Пресвятої Діви Марії Королеви Польщі, а у Пасіках, коштом власників сихівського маєтку — родини Сеферовичів, у 1912 році споруджено муровану неоготичну каплицю Святої Броніслави. 1912 року при однойменному храмі заснована парафія Пресвятої Діви Марії Королеви Польщі, до якої пізніше приєднано села Пасіки Зубрицькі та Вульки Сихівські. Одним з перших парохів новоствореної церкви Сихова став о. Адріян Біліньський, який під час хвороби та після смерті о. Миколая Коханьського, виконував пастирські обов'язки в Сихові та Зубрі. У міжвоєнний період парохом Сихова був катехит о. Габріель Телесфор та виконував свої обов'язки до 1939 року.
За радянської влади капличка Святої Броніслави, одразу по війні, була закрита та у 1950-х роках перетворена у склад міндобрив, а невдовзі її було зруйновано 1999 року на тому місці, при сучасній вул. Лесі Українки, був споруджений неокласичний Храм святих апостолів Петра і Павла, що нині належить Львівській архієпархії УГКЦ.
Крім цього храму в селі діє Храм святих безсрібників Кузьми і Дем'яна, що належить однойменній парафії Пустомитівського деканату Львівської єпархії ПЦУ. Настоятелем храму є митр. протоієрей Коваль Богдан.

## Економіка
Через розсташування населеного пункту у безпосередній близькості до обласного центру, ця місцевість стала привабливою для різного роду приватних підприємств, логістичних центрів, АЗК, готелів тощо.
У центрі села довгий час працювало відділення Укрпошти, розміщене у народному домі, проте через ненаявність персоналу було зачинено на невизначений час. У листопаді 2024 року, на місці відділення пошти було заплановано відкриття аптечного пункту мережі Подорожник.
На вулиці Лесі Українки 54, біля народного дому розсташований продуктовий магазин "Max Market", що перевідкривали 10 грудня 2022 року після ремонту. Також у цій крамниці розсташувався пункт видачі посилок №2 Нової Пошти.

### ТЗоВ "Port Lviv"
З 2021 року на вулиці Дорожній 58 (бічна від Зеленої) розпочалося будівництво Логістичного центру ТЗоВ "Порт Львів". Вже у березні 2022 термінал "А" був введений в експлуатацію. У березні 2023 року було завершено будівництво усього логістичного центру, що займає площу у 47 тисяч км².
У "порту" окрім складських та виробничих приміщень є ще й офісний центр та торгівельна зона, на якій присутні супермаркет Рукавичка, будівельний магазин Дніпро-М, крамничка "Напої і тютюн", бістро "Nectarine" та інші.
З 2023 року розпочалося будівництво проекту "PORT 2.0", що займатиме площу у 28,4 тисячі км².

### Гостинний бізнес
У селі функціонують декілька готелів/мотелів: 
- "Soprano Inn", вулиця Кільцева 8
- "Батярський Двір", вулиця Лесі Українки 100а
- "Hotel Kopa - Lviv", вулиця Богдана Хмельницького 1 (бічна від Кільцевої)
- "Pallada Motel", вулиця Зелена 408

### Лео Кераміка
На вулиці Богдана Хмельницького 5 (бічна від Кільцевої) функціонує будівельний магазин оздоблювальних матеріалів для ремонту ПП "Лео Кераміка". Також окрім самого магазину присутні складські приміщення для зберігання продукції.